# Саконнакхон (провинция)
 Саконнакхон  (тайск. สกลนคร) — провинция (чангват) в северо-восточной части Таиланда, в регионе Исан.
Административный центр — город Саконнакхон.

## История
Примерно до XIV века территории провинции входили в состав Кхмерской империи. Впоследствии с падением империи и продвижением на восток государств Аютия и Сукхотаи, земли провинции отошли к ним.

## География
Провинция находится на северо-востоке региона Исан примерно в 500 км к северо-востоку от Бангкока. Общая площадь провинции составляет 9605,8 км² и занимает 19-е место по площади среди всех регионов страны.
На севере граничит с провинциями Нонгкхай и Бынгкан, на юге — с провинциями Каласин и Мукдахан, на востоке — с провинцией Накхонпханом, на западе — с провинцией Удонтхани.
Провинция находится на плато Корат. На территории провинции находится озеро Нонгхан — крупнейшее озеро региона Исан. Также через территорию провинции проходит горная система Пхупхан.

## Административный состав
В состав провинции входят 18 ампхе, состоящие в свою очередь из 125 тамбонов и 1323 мубанов.

## Население
По состоянию на 2015 год население провинции составляет 1 142 737 человек. Плотность населения — 119 чел/км². Численность женской части населения почти равна численности мужской.

## Транспорт
На территории провинции находится аэропорт Саконнакхон совместного базирования, обслуживающий коммерческие авиаперевозки столицы провинции города Саконнакхон.
Железнодорожное сообщение на территории провинции отсутствует.